# 호사인 라술리
호사인 라술리(1995년 8월 10일 ~ , 파슈토어: حسین رسولي)는 아프가니스탄의 남자 장애인 육상 선수이다.
라술리는 2021년에 일본 도쿄에서 열린 2020년 하계 패럴림픽에서 아프가니스탄 대표로 참가했다. 라술리는 처음에 탈레반의 아프가니스탄 장악으로 인해 패럴림픽에 처음 출전할 기회를 놓칠 위기에 처했지만 아프가니스탄에서 안전하게 대피한 이후에 국제 패럴림픽 위원회의 도움을 받아 대회에 참가할 수 있게 되었다.

## 경력
라술리는 10대 시절에 광산 폭발 사고로 왼쪽 팔을 잃었다. 2016년에 육상에 입문했지만 아프가니스탄에는 규격에 맞는 육상 트랙이 없었기 때문에 자신의 집 근처에 위치한 언덕을 달리면서 훈련했다고 한다. 라술리는 인도네시아 자카르타·팔렘방에서 열린 2018년 아시안 게임 남자 육상 100m T45/46/47 등급 경기에서 13.02초를 기록하여 15위를 차지했다.
라술리는 2020년 도쿄 하계 패럴림픽에서 여자 태권도 선수인 자키아 후다다디와 함께 아프가니스탄 대표로 참가할 2명의 선수 가운데 한 사람으로 선정되었다. 그러나 2021년 8월 15일에 탈레반이 카불을 함락하면서 아프가니스탄의 패럴림픽 참가가 위태로워졌다. 또한 아프가니스탄의 선수들도 카불 국제공항 폐쇄로 인해 아프가니스탄의 수도인 카불을 떠날 수 없게 되면서 아프가니스탄은 2020년 도쿄 하계 패럴림픽 불참을 결정했다.
국제 패럴림픽 위원회(IPC)는 2021년 8월 24일에 열린 2020년 도쿄 하계 패럴림픽 개막식의 선수단 입장 과정에서 연대의 표시로 아프가니스탄의 국기를 등장시키기로 결정했다. 후다다디와 라술리는 2021년 8월 28일에 오스트레일리아 공군의 도움을 받아 라술리와 함께 아프가니스탄 카불을 탈출했고 아랍에미리트 두바이, 프랑스 파리를 거쳐 일본 도쿄에 도착했다. 앤드루 파슨스 국제 패럴림픽 위원회 회장은 아프가니스탄 대표 선수로 참가한 후다다디, 라술리 2명 모두 인터뷰에 참여할 수 없으며 일반적인 기자 회견에 불참할 수 있는 허가를 받았다고 발표했다.
라술리는 원래 2021년 8월 28일에 열린 남자 육상 100m T47 등급 경기에 출전할 예정이었으나 도쿄에 늦게 도착하면서 불참했다. 그러나 2021년 8월 31일에 열린 남자 육상 멀리뛰기 T47 등급 경기에서 원래 최종 명단에 없었음에도 불구하고 주종목을 바꿔서 출전했다. 라술리는 남자 멀리뛰기 T47 등급 경기에서 최하위인 13위에 그쳤지만 4.46m를 기록하여 개인 최고 기록을 세웠다. 이 경기는 라술리가 주요 국제 대회에 처음 출전한 멀리뛰기 종목이기도 하다. 라술리는 2021년 9월 5일에 열린 2020년 도쿄 하계 패럴림픽 폐막식에서 후다다디와 함께 아프가니스탄 선수단의 기수로 등장했다.

### 내용주
1. ↑  2020년 도쿄 하계 패럴림픽은 원래 2020년 8월 25일부터 9월 6일까지 개최될 예정이었으나 2020년에 일어난 코로나19 범유행의 여파로 인하여 2020년 도쿄 하계 올림픽과 마찬가지로 1년 정도 연기되었다.
2. ↑  T45/46/47 등급은 팔이 절단되어 있는 선수 또는 근육 손실 장애, 수동적 관절 가동 범위 장애를 가진 선수가 출전하는 패럴림픽 육상 트랙 경기의 세부 종목이다.[8]

### 참고주
1. ↑  “Athletics RASOULI Hossain”. 《Tokyo 2020 Paralympics》. 2021년 8월 29일에 원본 문서에서 보존된 문서. 2021년 8월 29일에 확인함.
2. ↑  “Afghanistan’s Paralympians safely evacuated, says International Paralympic Committee”. 《The Indian Express》 (영어). 2021년 8월 26일. 2021년 8월 28일에 확인함.
3. 1 2  Sana Noor Haq. “Two Afghan athletes arrive from Kabul to Tokyo, International Paralympic Committee confirms”. 《CNN》. 2021년 8월 28일에 확인함.
4. ↑  “Hossain Rasouli - Athletics | Paralympic Athlete Profile”. 《International Paralympic Committee》 (영어). 2021년 8월 28일에 확인함.
5. ↑  “극적 탈출 아프간 선수 ‘낯선 감동의 도약’”. 《한겨레》. 2021년 8월 31일. 2021년 11월 24일에 확인함.
6. ↑  “필사의 탈출 아프간 육상선수, 감동의 도약”. 《연합뉴스》. 2021년 9월 1일. 2021년 11월 24일에 확인함.
7. ↑  “꼴찌해도 행복한 아프간 라소울리”. 《중앙일보》. 2021년 9월 1일. 2021년 11월 24일에 확인함.
8. ↑  《2019 KPC 국제장애인스포츠정보집》. 대한장애인체육회. 2020년 1월 15일. 45쪽. 2021년 11월 22일에 원본 문서에서 보존된 문서. 2022년 11월 16일에 확인함.
9. ↑  “Athlete Bio”. 《ipc.infostradasports.com》. 2021년 8월 28일에 확인함.[깨진 링크(과거 내용 찾기)]
10. ↑  “‘Heartbreaking’: Afghan Paralympic athletes to miss Tokyo 2020”. 《Al Jazeera》 (영어). 2021년 8월 16일. 2021년 8월 17일에 확인함.
11. ↑  “Afghanistan's first female Paralympian, now hiding from the Taliban, hasn't 'lost hope'”. 《ABC News》 (오스트레일리아 영어). 2021년 8월 17일. 2021년 8월 18일에 확인함.
12. ↑  “아프가니스탄, 도쿄 패럴림픽 출전 무산…"카불서 출국 실패"”. 《연합뉴스》. 2021년 8월 17일. 2021년 8월 23일에 확인함.
13. ↑  “'탈레반 장악' 아프가니스탄, 패럴림픽 불참 "도쿄행 비행기 못 탔다"”. 《뉴스1》. 2021년 8월 17일. 2021년 8월 23일에 확인함.
14. ↑  “[패럴림픽] 아프간 선수들 출전 좌절…아프간 국기는 개막식 입장”. 《KBS뉴스》. 2021년 8월 24일. 2021년 8월 24일에 확인함.
15. ↑  “'패럴림픽 꿈'도 막혔다…아프간 선수들, 항공편 없어 '국기'만 등장”. 《머니투데이》. 2021년 8월 24일. 2021년 8월 24일에 확인함.
16. ↑  “[패럴림픽] 선수는 없지만…아프가니스탄 국기, 개회식서 5번째로 등장”. 《연합뉴스》. 2021년 8월 24일. 2021년 8월 24일에 확인함.
17. ↑  “Afghanistan’s Paralympians safely evacuated, says International Paralympic Committee”. 《The Indian Express》 (영어). 2021년 8월 26일. 2021년 8월 28일에 확인함.
18. ↑  “Paralympics | Afghanistan's Zakia Khudadadi and Hossain Rasouli land in Tokyo to compete at Games”. 《Free Press Journal》 (영어). 2021년 8월 28일에 확인함.
19. ↑  “Afghan Paralympians arrive at Games after harrowing journey from Kabul to Tokyo”. 《www.abc.net.au》 (오스트레일리아 영어). 2021년 8월 28일. 2021년 9월 1일에 확인함.
20. ↑  “Afghanistan’s Paralympians safely evacuated, says International Paralympic Committee”. 《Al Jazeera》 (영어). 2021년 8월 31일. 2021년 11월 24일에 확인함.
21. ↑  “[패럴림픽] 아프간 장애인 대표선수, 카불 탈출 성공…"대회 출전 의지 있어"”. 《뉴스1》. 2021년 8월 25일. 2021년 11월 22일에 확인함.
22. ↑  “"손잡아 주세요" 호소에…'우리도 도쿄로 간다'”. 《MBC 뉴스데스크》. 2021년 8월 25일. 2021년 11월 23일에 확인함.
23. ↑  “'연대의 힘으로'…아프간, 극적인 패럴림픽 참가”. 《SBS뉴스》. 2021년 8월 29일. 2021년 11월 22일에 확인함.
24. ↑  “Afghan athletes arrive in Tokyo”. 《International Paralympic Committee》 (영어). 2021년 8월 28일에 확인함.
25. ↑  “아프간 최초 패럴림픽 여성 도전, 좌절 문턱 넘었다”. 《국민일보》. 2021년 8월 29일. 2021년 11월 22일에 확인함.
26. ↑  “-패럴림픽- 아프가니스탄의 이름으로…라소울리, 감격스런 도약”. 《연합뉴스》. 2021년 8월 31일. 2021년 11월 24일에 확인함.
27. ↑  Tokyo Organising Committee of the Olympic and Paralympic Games (TOCOG). “Athletics - Men's Long Jump - T47 Schedule | Tokyo 2020 Paralympics”. 《olympics.com》 (미국 영어). 2021년 8월 29일에 원본 문서에서 보존된 문서. 2021년 9월 1일에 확인함.
28. ↑  “'What the Paralympics really mean'”. 《BBC Sport》 (영국 영어). 2021년 9월 1일에 확인함.
29. ↑  “탈레반 뚫고 1만 5000㎞ 날아… 4.46m 감동의 도약”. 《서울신문》. 2021년 8월 31일. 2021년 11월 24일에 확인함.
30. ↑  Tokyo Organising Committee of the Olympic and Paralympic Games (TOCOG) (2021년 8월 31일). “Athletics – Men's Long Jump - T47 – Final” (PDF). 《olympics.com》. 2021년 8월 31일에 원본 문서 (PDF)에서 보존된 문서. 2021년 8월 31일에 확인함.
31. ↑  “Hossain Rasouli draws eyes of the world after escaping Afghanistan”. 《The Independent》 (영어). 2021년 8월 31일. 2021년 9월 1일에 확인함.
32. ↑  “Afghan athlete evacuated from Kabul belatedly competes at Paralympics”. 《the Guardian》 (영어). 2021년 8월 31일. 2021년 9월 1일에 확인함.
33. ↑  “Afghan Paralympian beats the odds to compete in Tokyo”. 《www.aljazeera.com》 (영어). 2021년 9월 1일에 확인함.
34. ↑  “Afghan athletes offered chance to carry flag at Paralympic Closing Ceremony”. 《www.insidethegames.biz》. 2021년 9월 5일. 2021년 11월 22일에 확인함.